# Тяка
Тяка (рум. Teaca) — село у повіті Бистриця-Несеуд в Румунії. Адміністративний центр комуни Тяка.
Село розташоване на відстані 301 км на північний захід від Бухареста, 24 км на південь від Бистриці, 70 км на схід від Клуж-Напоки.

## Населення
За даними перепису населення 2002 року у селі проживали 2089 осіб.
Національний склад населення села:
| Національність | Кількість осіб | Відсоток |
| -------------- | -------------- | -------- |
| румуни         | 1369           | 65,5%    |
| угорці         | 484            | 23,2%    |
| цигани         | 196            | 9,4%     |
| німці          | 40             | 1,9%     |

Рідною мовою назвали:
| Мова      | Кількість осіб | Відсоток |
| --------- | -------------- | -------- |
| румунська | 1498           | 71,7%    |
| угорська  | 461            | 22,1%    |
| циганська | 101            | 4,8%     |
| німецька  | 29             | 1,4%     |